# Poteč
Poteč (deutsch Potetsch, früher Potesch) ist eine Gemeinde in Tschechien. Sie liegt drei Kilometer nordöstlich von Valašské Klobouky in der Mährischen Walachei und gehört zum Okres Zlín.

## Geographie
Poteč befindet sich am nördlichen Fuße der Weißen Karpaten am Übergang zur Vizovická vrchovina. Das Dorf erstreckt sich beiderseits des Baches Vesník an dessen Mündung in die Klobučka. Nordöstlich erheben sich der Stráň (607 m) und Černov (494 m), im Osten der Požár (791 m), südöstlich die Ploštiny (739 m), im Süden der Královec (655 m), westlich der Suchý vrch (502 m) und im Nordwesten die Orla (502 m). Durch den Ort führen die Staatsstraße I/57 zwischen Valašské Klobouky und Horní Lideč sowie die Bahnstrecke Horní Lideč–Bylnice. Sechs Kilometer östlich verläuft die Grenze zur Slowakei.
Nachbarorte sind Lačnov und Valašské Příkazy im Norden, Študlov im Nordosten, Radošín, Majere und Zubák im Osten, Paseky und Nedašova Lhota im Südosten, Stráně und Návojná im Süden, Valašské Klobouky, Rybník und Mirošov im Südwesten, Smolina im Westen sowie Tichov und U Janků im Nordwesten.

## Geschichte
Die erste schriftliche Erwähnung des Dorfes erfolgte im Jahre 1341, als Markgraf Karl dem Klobouker Pfarrer Ješek als Dank für die Gründung beider Orte, jeden dritten Denar aus dem Klobouker Gericht, sowie in Kloboky und Poteč jeweils eine Freihufe, die Mühle, den Fischteich, die Schenke, die Fleischbank, die Schmiede, zwei Knechte (podruh) sowie weitere Einnahmen überließ. Zusammen mit Klobouky war das Dorf zur Burg Lukov untertänig. Im Jahre 1520 wurde der Ort als Potecž und 1720 als Potetsch bezeichnet. Poteč wurde zwischen 1662 und 1729 an die Herrschaft Brumov angeschlossen und gehörte zum Anteil der Ritter von Selb. 1713 übernahm Jan Juřička die Mühle und eine wüste Podsedeke von der Herrschaft. Nach der Teilung der Herrschaft fiel das Dorf 1731 der den Grafen Illyesházy gehörigen Ersten Herrschaft Brumow zu. Im Jahre 1758 bestand Poteč aus 58 Häusern. Die Grafen Illyesházy hielten Brumov I bis 1835, danach kaufte Georg Simon von Sina den Besitz. Im Jahre 1846 wurde der Ort als Potetsch bzw. Poteč bezeichnet. Die Bewohner lebten größtenteils von der Landwirtschaft und fertigten in Heimarbeit Schindeln sowie Filzsohlen für die walachischen Papučář. Ein Teil arbeitete im herrschaftlichen Forst. 1834 lebten in den 86 Häusern von Poteč 626 Menschen. Das Dorf war bis zur Mitte des 19. Jahrhunderts immer nach Brumov I untertänig. Gepfarrt ist der Ort seit eh und jeh nach Valašské Klobouky.
Nach der Ablösung der Patrimonialherrschaften bildete Poteč/Potesch ab 1850 eine Gemeinde in der Bezirkshauptmannschaft Uherský Brod und dem Gerichtsbezirk Valašské Klobouky. Zu dieser Zeit hatte der Ort 692 Einwohner. Zwischen 1855 und 1868 war die Gemeinde dem Bezirk Valašské Klobouky zugeordnet, danach kam sie zum Bezirk Uherský Brod zurück. Ab 1881 führte die Gemeinde den Namen Potéč. Nach dem Hochwasser von 1902 wurden die zerstörte Mühle und die Brettsäge nicht wiederhergestellt. In den Jahren 1923 bis 1928 und 1933 fand ein Teil der Einwohner beim Eisenbahnbau Arbeit. Im Jahre 1930 bestand Poteč aus 130 Häusern und hatte 716 Einwohner. 1949 wurde Poteč dem Okres Valašské Klobouky zugeordnet. Bei der Gebietsreform von 1960 kam der Ort zum Okres Gottwaldov. Am 15. Juli 1976 wurde Poteč nach Valašské Klobouky eingemeindet, seit 1990 bildet Poteč wieder eine eigene Gemeinde.

## Gemeindegliederung
Für die Gemeinde Poteč sind keine Ortsteile ausgewiesen. Zu Poteč gehört das Forsthaus Pod Královcem.

## Sehenswürdigkeiten
- Kapelle des hl. Wenzel, erbaut 1863
- Glockenturm, errichtet 1894
- Bročkova chalupa, gezimmerte walachische Chaluppe
- Marienkapelle an der Quelle Dělanovec
- Naturreservat Ploščiny, am Berg Ploštiny